# Orden vom Pfälzer Löwen
Der Orden vom Pfälzer Löwen, kurz Löwenorden, war von 1768 bis 1808 ein kurpfälzischer, kurpfalz-bayerischer und königlich-bayerischer Ritter- und Verdienstorden. Er gilt als erster Verdienstorden, den das Fürstengeschlecht der Wittelsbacher stiftete. Die Sammlung des Bayerischen Armeemuseums verfügt über ein Exemplar der Ordenszeichen.

## Geschichte

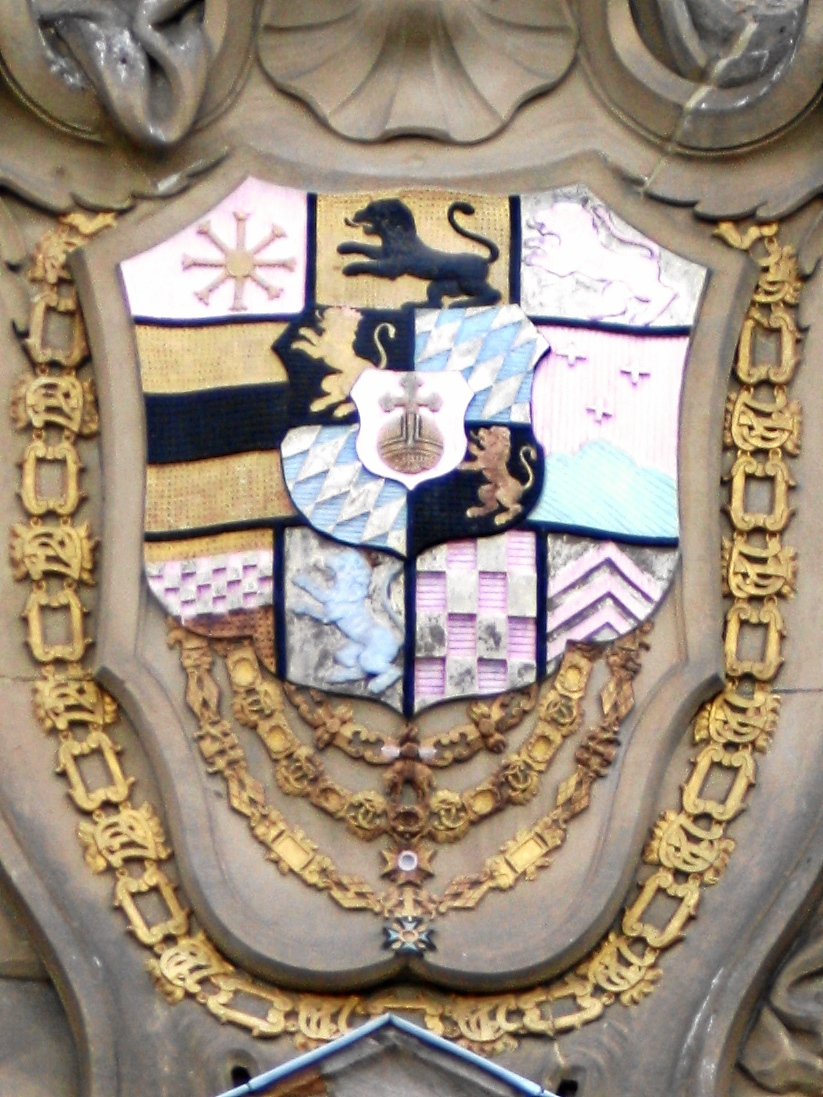
Das Wappen Carl Theodors am Mannheimer Zeughaus zeigt die Collane des Löwenordens (zweite von oben).

Die Auszeichnung wurde durch den pfälzischen und später auch bayerischen Kurfürsten Carl Theodor am 1. Januar 1768, einen Tag nach Vollendung seines 25-jährigen Regierungsjubiläums, gestiftet. In Anspielung hierauf war die Zahl der Ordensträger auf 25 beschränkt und das Eintrittsgeld auf 25 Dukaten festgelegt. Ordenskandidaten sollten mindestens 25 Jahre in der kurpfälzischen Armee oder Verwaltung tätig gewesen, zuzüglich den vom Großmeister aufgenommenen Ausländer. Ab diesen Zeitpunkt sollten nur noch Ritter des Löwenordens in den Hubertusorden aufgenommen werden. Georg August zu Ysenburg und Büdingen in Philippseich schlug 1794 vor, für Offiziere, die sich durch Tapferkeit im ersten Koalitionskrieg ausgezeichnet hatten, den Löwenorden um die Ordensklasse der kleinen Kreuze zu erweitern, stattdessen stiftete Carl Theodor das kurpfalz-bayerische Militär-Ehrenzeichen.
Ab 1808 wurde der Orden durch Carl Theodors Nachfolger Max Joseph, der 1806 bayerischer König geworden war, für aufgehoben erklärt. Als Ersatz wurde der Verdienstorden der Bayerischen Krone gestiftet, die Dekoration des Löwenordens durfte jedoch weitergetragen werden, er erlosch im Laufe des 19. Jahrhunderts. Max Josephs Enkel, König Ludwig II. von Bayern, stiftete 1866 den Militärverdienstorden, dessen Ordensdekoration der vom Pfälzer Löwen nachempfunden war.
Der heutige Bayerische Verdienstorden sieht sich in der Nachfolge des Ordens vom Pfälzer Löwen und des Verdienstordens der Bayerischen Krone.

## Ordensdekoration

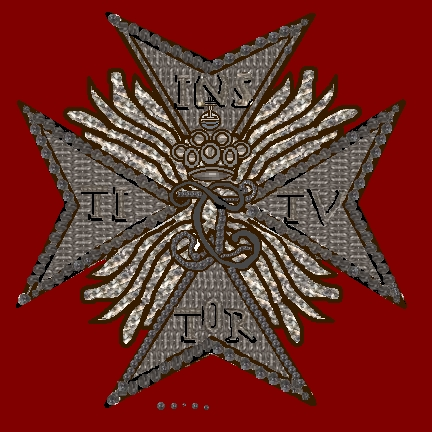
Gestickter Bruststern

Das goldene Ordenskreuz, in Form eines Malteserkreuzes mit goldenen Flammenbündeln zwischen den Kreuzarmen, zeigte auf der Vorderseite den nach heraldisch rechts schreitenden Pfälzer Löwen und die Umschrift MERENTI (Dem Verdienstvollen). Im Revers die Initialen des Stifters C T (Carl Theodor) unter dem Kurhut mit der Umschrift INSTITUT: Anno 1768 (Gestiftet im Jahre 1768). Die Kreuzarme waren dunkelblau emailliert.
Das Ordenskreuz musste laut Statuten an einem vier Finger breiten weißen Schulterband mit himmelblauer Randeinfassung, von der linken Schulter zur rechten Seite hinab, getragen werden. Geistlichen und Rittern des Hubertusordens war die Trageweise an einem schmaleren Band um den Hals, auf die Brust hängend, vorgeschrieben.
Gleichzeitig sollten die Inhaber einen gestickten Bruststern aus Stoff tragen, der in goldener Schrift die Initialen C T unter dem Kurhut und die Inschrift INS:TI:TU:TOR (Stifter) trägt.

## Ordensritter

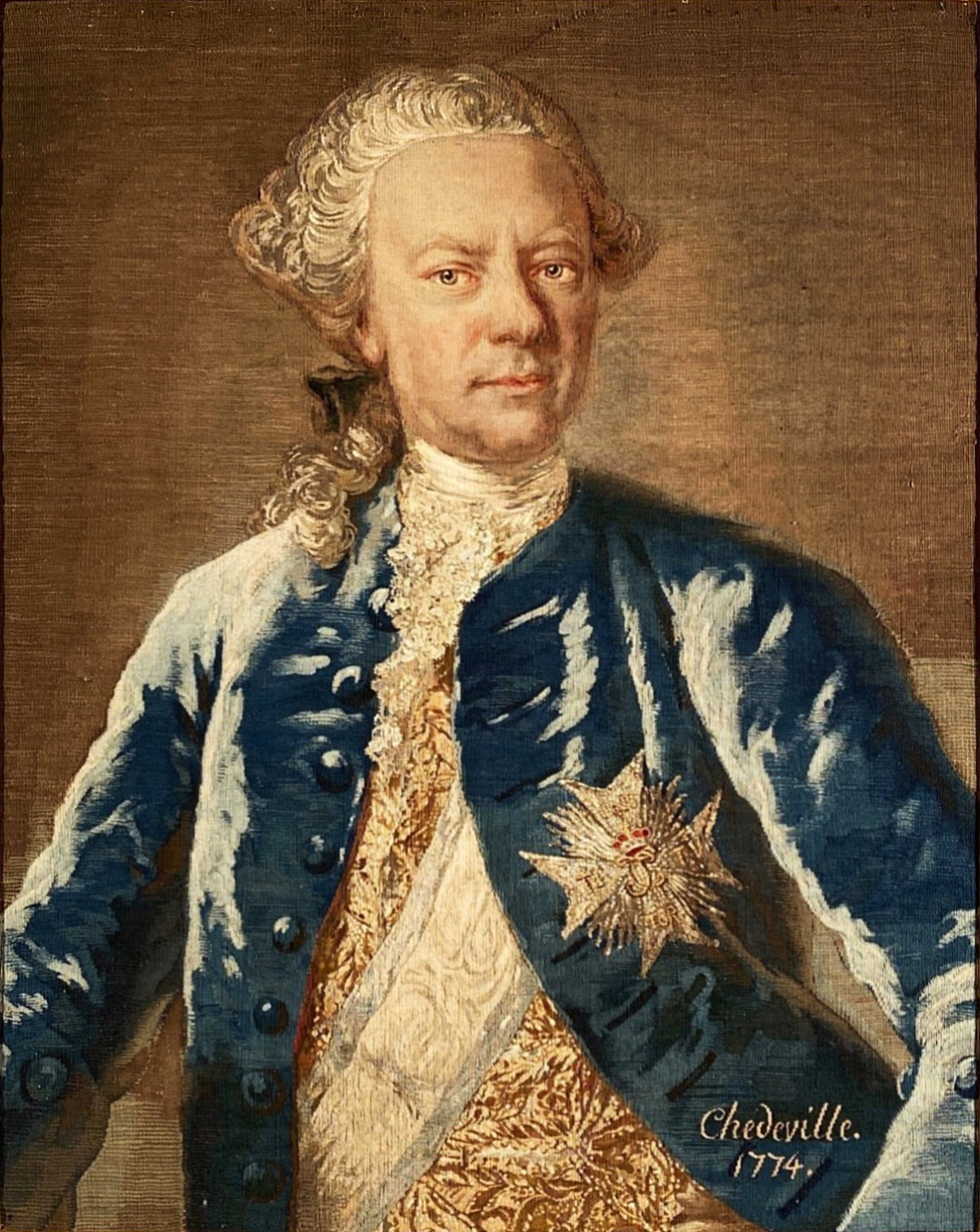
Johann von Gelnhausen mit Schulterband und Bruststern des Löwenordens

Am Tag der Stiftung wurden neben dem Herzog von Zweibrücken Karl II. August und den Pfalzgrafen von Gelnhausen Johann, Wilhelm und Karl Ludwig (1745–1789) fünfzehn Ritter ernannt:
1. Graf Carl Friedrich Wilhelm von Leiningen-Hardenburg (1724–1807)
2. Freiherr Franz Karl Anton von Dalberg (1717–1781), kurpfälzischer Geheimer Rat
3. Freiherr Franz Albert Leopold von Oberndorff (1720–1799), später kurpfälzischer Staats- und Konferenzminister[3]
4. Graf Karl Ludwig zu Salm-Grumbach (1729–1799)
5. Freiherr Leopold Max von Hohenhausen (1708–1783), kurpfälzischer Generalleutnant, Gouverneur von Mannheim
6. Graf Friedrich Christoph von Loë, genannt Winkelhausen († 1796), kurpfälzischer Generalleutnant
7. Freiherr Franz Georg Ernst von Sturmfeder (1727–1793), kurpfälzischer Oberstküchenmeister und Reisemarschall
8. Freiherr Carl Philipp von Venningen (1728–1797), Präsident am Oberappellationsgericht Mannheim
9. Freiherr Adrian Constantin von Bentinck (1700–1779), Geheimer Rat im Herzogtum Jülich-Berg
10. Graf Johann Wilhelm von Effern (1706–1781), kurpfälzischer Generalleutnant, Gouverneur von Düsseldorf
11. Graf Karl Paul Ernst von Bentheim-Steinfurt (1729–1780)
12. Graf Franz I. zu Erbach-Erbach (1754–1823)
13. Graf Andreas von Riaucour (1722–1794), kursächsischer Gesandter am kurpfälzischen Hof
14. Graf Ignaz von Sulkowsky, Mundschenk der Woiwodschaft Bracław
15. Graf Karl Heinrich von Wied-Runkel (1716–1783)